# Glory (凡夫俗子和約翰·傳奇歌曲)
《Glory》是美國歌手凡夫俗子與約翰·傳奇的單曲，於2014年12月11由哥倫比亞唱片發售，而派拉蒙電影製作的PV則於2015年1月12日發佈。
在商業上，該曲於告示牌百強單曲榜的最高排位為49位，且為第87屆奧斯卡金像獎與第72屆金球獎的最佳原創歌曲。

## 概要
Glory為繼《You & I (Nobody in the World》和《Diamond》後，Common的第38首單曲與約翰·傳奇的第16首單曲，為電影《塞爾瑪遊行》的主題曲。
Glory的PV為由派拉蒙電影製作，並於2015年1月12日由Common發放在其YouTube VEVO官方頻道。該影片有著電影的鏡頭，並由約翰自彈自唱與Common作饒舌。

## 反應

### 排行榜
Glory在告示牌百強單曲榜首次登場時排名第92位（最高見第49位），是Common第4首登上該榜的單曲。
其他排行榜的排名：
| 排行榜（2015）                          | 最高位 |
| --------------------------------------- | ------ |
| 澳大利亞（ARIA）                        | 62     |
| 奥地利（Ö3四十强单曲榜）                | 47     |
| 比利时佛兰德（Ultratip榜外單曲榜）      | 74     |
| 比利时瓦隆（Ultratip榜外單曲榜）        | 40     |
| 法国（法國唱片出版業公會單曲榜）        | 65     |
| 愛爾蘭（愛爾蘭唱片音樂協會单曲榜）      | 39     |
| 西班牙（西班牙音樂製作協會）            | 25     |
| 瑞士（瑞士热门音乐榜）                  | 38     |
| 英國（官方榜单公司單曲榜）              | 62     |
| 美國（《告示牌》Hot R&B/Hip-Hop Songs） | 18     |
| 美國（《告示牌》Hot Rap Songs）         | 11     |

### 獎項
Glory獲得了第87屆奧斯卡金像獎的最佳原創歌曲獎，為《塞爾瑪遊行》於該獎唯一獲得的獎項與提名。
其他獲得的獎項與提名：
| 年份 | 獎項                     | 類別               | 結果 |
| ---- | ------------------------ | ------------------ | ---- |
| 2014 | 非裔美國人影評人協會評選 | 最佳歌曲           | 獲獎 |
| 2015 | 評論家選擇獎             | 最佳歌曲           | 獲獎 |
| 2015 | 喬治亞州影評人協會評選   | 最佳原創歌曲       | 獲獎 |
| 2015 | 金球獎                   | 最佳原創歌曲       | 獲獎 |
| 2015 | 休斯頓影評人協會獎       | 最佳原創歌曲       | 提名 |
| 2015 | 愛荷華影評人協會         | 最佳歌曲           | 亞軍 |
| 2015 | 黑捲軸獎                 | 最佳原創或改編歌曲 | 獲獎 |

## 電視節目
2015年1月5日，Common與約翰·傳奇於美國廣播公司的晨間新聞性節目《早安美國》上表演，並獻唱出Glory。
在2015年2月8日的第57屆格萊美獎頒獎典禮中，兩人在典禮高潮的時候演唱了此曲。
而在2015年2月22日的第87屆奧斯卡金像獎頒獎典禮中Common與約翰·傳奇亦演唱了此曲，但與格萊美獎不同的是演唱的時候有著《塞爾瑪遊行》的場景埃德蒙·佩特斯大橋

## 專輯曲目
數位下載
1. 《Glory》 – 4:32

## 發行歷史
| 國家 | 日期           | 模式     | 廠牌                                    | 來源   |
| ---- | -------------- | -------- | --------------------------------------- | ------ |
| 美国 | 2014年12月11日 | 數位下載 | ARTium  / Def Jam 哥倫比亞 | [ 25 ] |
| 英国 | 2014年12月11日 | 數位下載 | ARTium  / Def Jam 哥倫比亞 | [ 26 ] |

## 外部連結
- YouTube上的Glory的音樂影片
- MetroLyrics上的歌詞 （页面存档备份，存于）